# Ляшенко, Надежда Васильевна
Надежда Васильевна Ляшенко (10 [23] сентября 1913, Петровка, Павловский район — 23 августа 2004, Павловск, Воронежская область) — советский хозяйственный, государственный и политический деятель, Герой Социалистического Труда.

## Биография
Родилась в 1913 году в крестьянской семье в слободе Петровка.
С 1936 года — на хозяйственной, общественной и политической работе. В 1936—1959 гг. — тракторист, комбайнер Павлодонской машинно-тракторной станции (1936—1957), диспетчер по радиостанциям, кладовщик.
Указом Президиума Верховного Совета СССР от 6 июня 1952 года присвоено звание Героя Социалистического Труда с вручением ордена Ленина и золотой медали «Серп и Молот».
Избиралась депутатом Верховного Совета РСФСР 3-го и 4-го созывов, делегат XX съезда КПСС.
Умерла в Павловске в 2004 году.